# Brewster (New York)
Brewster è un comune degli Stati Uniti d'America, nello stato di New York, nella Contea di Putnam. Nel 2010 contava 2.390 abitanti.